# F・ロス・ジョンソン
フレデリック・ロス・ジョンソン（Frederick Ross Johnson, OC、1931年12月13日 - 2016年12月29日）は、カナダ出身のアメリカ合衆国の実業家である。1980年代にRJRナビスコの社長兼CEOを務めていたことで知られる。

## 若年期と教育
1931年12月13日にマニトバ州ウィニペグの中流階級の家庭で生まれた。士官候補生奨学金制度を利用してマニトバ大学に入学して商学を専攻し、1952年に卒業した。1965年にトロント大学で経営学修士(MBA)の資格を取得した。

## キャリア
大学卒業後、ゼネラル・エレクトリックのモントリオールの工場で会計の仕事をした。カナダのデパートチェーン、イートンズのマーチャンダイジング担当ヴァイスプレジデントを経て、スタンダード・ブランズの社長に就任した。
ジョンソンは、ナビスコのCEO、ロバート・シェバーリを相手に自社との合併交渉を行い、1981年に合併してナビスコブランドとなった。新会社の社長に就任したジョンソンは、ナビスコ出身の幹部をスタンダード出身者と交代させた。1985年、ジョンソンはR・J・レイノルズ・タバコとの合併交渉を行い、新会社RJRナビスコの社長兼CEOに就任した。
1987年の株式市場の暴落（ブラックマンデー）の後、ジョンソンは会社を手放すことにした。投資銀行のシアーソン・リーマン・ハットンと共同で経営陣主導によるレバレッジド・バイアウト(LBO)を行う予定だったが、激しい買収合戦に発展した。最終的には、コールバーグ・クラビス・ロバーツ(KKR)によって買収されることになった。ジョンソンは、この買収により6千万ドルを手にした。
この買収の顛末は、ブライアン・バーロウとジョン・ヘルヤーによるドキュメンタリー『野蛮な来訪者―RJRナビスコの陥落』(Barbarians at the Gate: The Fall of RJR Nabisco)としてまとめられた。この本は、HBOによりテレビ映画化（日本語訳題『企業買収/250億ドルの賭け』）され、ジョンソンの役はジェームズ・ガーナーが演じた。『タイム』誌は、1988年12月号の表紙にジョンソン社長の肖像を掲載し、"A Game of Greed: This man could pocket $100 million from the largest corporate takeover in history. Has the buyout craze gone too far?"（強欲のゲーム: この男は史上最大の企業買収で1億ドルを手に入れた。バイアウトの熱狂はやり過ぎだったのか?）という見出しをつけた。
RJRナビスコを売却した後、ジョンソンは、ジョージア州アトランタ（RJRナビスコの本社が置かれていた）で個人投資会社のRJMグループ(RJM Group, Inc.)を設立した。また、2009年3月までオーセンティデート・ホールディング社の会長を務めたほか、ベントリー・ファーマシューティカルズ（現 テバ・ファーマシューティカル・インダストリーズ）などいくつかの企業の取締役を務めた。このほか、パワー・コーポレーションの諮問委員を務めた。

## 私生活
ジョンソンは、カリフォルニア州ラホヤとフロリダ州ジュピターに家を持っていた。
デューク大学の評議員や、いくつかの大学の諮問委員を務めた。2001年、ジョンソンの寄付により、トロント大学アメリカ研究センターに特別客員プログラムが設けられた。
2016年12月29日、フロリダ州ジュピターの自宅で肺炎により85歳で死去した。